# Деметрій I Сотер
Деметрій I Сотер (187 до н. е. —150 до н. е.) — цар Сирійського царства у 162 до н. е.—150 до н. е., намагався відновити єдність та велич Селевкідського царства.

## Життєпис

### Молоді роки
Син царя Селевка IV та Лаодіки IV. У 175 до н. е. за домовленістю Антіоха IV замість нього до Риму як заручника (стосовно виконання Апамейського миру 188 року до н. е.) було відправлено Деметрія. Тут останній отримав гарну освіту, затоваришував з багатьма греками з інших держав, що знаходилися у Римі як посли, друзі або також заручники.
У 164 до н. е. у зв'язку із загибеллю базилевса Антіоха IV Епіфана Демітрій звернувся із проханням до римського сенату отримати дозвіл на повернення до дому, проте отримав відмову. В цей час трон Сирії обійняв малолітній Антіох V, при якому посилився занепад держави Селевкідів. Така ситуація влаштовувала Рим.
Лише у 162 до н. е. за допомогою грецького історика Полібія та Енілла, посла царя Єгипту, Деметрію вдалося втекти з Риму. По прибуттю до Сирії він швидко привернув на свій бік війська, вбив Антіоха V та його опікуна Лісія, і обійняв трон царства.

### Володарювання
Спочатку Деметрій підтвердив мирний договір із Римом, відправивши туди 10 тисяч золотих та вбивцю Гнея Октавія — Лептіна.
Новий цар намагався повернути втрачені землі, відновити велич держави. У 160 році до н. е. розпочав військову кампанію проти Маккавеїв, завдавши їм суттєвої поразки (загинув очільник повстанців Юда Макавей).
Того ж року цар виступив проти Тімарха, сатрапа Вавилонії, який оголосив себе царем. Деметрій I швидко розбив Тімарха та його брата Геракліда, за що від вавилонян отримав титул «Сотер» («Рятівник»).
У 159—156 до н. е. Деметрій намагався посадити на трон Капподокії Ороферна брата царя Аріарата V. Втім наприкінці вимушений був відступитися й визнати царем Аріарата.
Для зміцнення своєї влади всередині країни Деметрій I одружився з рідною сестрою Лаодикою V, від якої мав трьох синів.
У 152 до н. е. проти Деметрія I виступив Александр Балас, котрий проголосив себе сином Антіоха IV Епіфана. Претендента підтримали Рим, царівна Лаодіка VI, Евмен II, цар Пергаму, та Птолемей VI, цар Єгипту. Водночас Маккавеї розпочали нове повстання в Юдеї. В результаті у 150 році до н. е. Деметрій зазнав поразки й загинув за нез'ясованих обставин.

## Родина
Дружина — Лаодіка, котру більшість дослідників ототожнюють з Лаодікою V. Однак деякі дослідники дослідники заперечують таке ототожнення.
Діти:
- Антигон
- Деметрій
- Антіох